# Liste der denkmalgeschützten Objekte in Sankt Paul im Lavanttal
Die Liste der denkmalgeschützten Objekte in Sankt Paul im Lavanttal enthält die 20 denkmalgeschützten, unbeweglichen Objekte der Gemeinde Sankt Paul im Lavanttal.

## Denkmäler
| Foto |                 | Denkmal                                                                                               | Standort                                                       | Beschreibung | Metadaten |
| ---- | --------------- | --- | -------------------------------------------------------------- | --- | --- |
| ja   | Datei hochladen | Kath. Pfarrkirche hl. Martin und Friedhof mit Kapelle und Karner HERIS-ID: 54744 Objekt-ID: 63131     | St. Martin Standort KG: Granitztal-Weißenegg                   | Die große, mehrfach veränderte Kirche hat ein fünfjochiges kreuzgratgewölbtes Langhaus, einen gotischen kreuzgratgewölbten Chor mit Strebepfeilern und einen südlichen Turm mit niedrigem Pyramidendach. Zur Einrichtung gehören der barocke Hochaltar mit Opfergangsportalen, zwei Seitenaltäre, Leinwandbilder an den Chorwänden und in der Seitenkapelle, und eine Kanzel (alle aus dem 18. Jahrhundert).                                                          | BDA-Hist.: Q2222292 Status: § 2a Stand der BDA-Liste: 2025-06-30 Name: Kath. Pfarrkirche hl. Martin und Friedhof mit Kapelle und Karner GstNr.: .132/1, .132/2, .132/3, 1197/2 Saint Martin Church (Sankt Martin im Granitztal) |
| ja   | Datei hochladen | Pfarrhof und ehem. Wirtschaftstrakt HERIS-ID: 54743 Objekt-ID: 63130                                  | St. Martin 3 Standort KG: Granitztal-Weißenegg                 | Der zweigeschoßige barocke Bau mit einfachen Stuckdecken ist mit 1625 bezeichnet. | BDA-Hist.: Q38062230 Status: § 2a Stand der BDA-Liste: 2025-06-30 Name: Pfarrhof und ehem. Wirtschaftstrakt GstNr.: .131 Pfarrhof St. Martin (St. Paul im Lavanttal)                                                            |
| ja   | Datei hochladen | Kath. Filialkirche hl. Johannes HERIS-ID: 53902 Objekt-ID: 61992                                      | Johannesberg 2 Standort KG: Johannesberg                       | Die kleine gotische Kirche mit Strebepfeilern am eingezogenen Chor wurde im Barock stark verändert und im 19. Jahrhundert mit neobarocken Malereien versehen. Sie umfasst eine flachtonnengewölbte Unterkirche und eine flachgedeckte Oberkirche. Hochaltar, Seitenaltar und Kanzel stammen aus der zweiten Hälfte des 17. Jahrhunderts. | BDA-Hist.: Q1559546 Status: § 2a Stand der BDA-Liste: 2025-06-30 Name: Kath. Filialkirche hl. Johannes GstNr.: .10 Johannesbergkirche (St. Paul im Lavanttal)                                                                   |
| ja   | Datei hochladen | Burgruine Rabenstein HERIS-ID: 65236 Objekt-ID: 78056                                                 | neben Unterhaus 3 Standort KG: Johannesberg                    | Die Ende des 11. Jahrhunderts auf einem schroffen Felshügel errichtete Burg wurde im 16. Jahrhundert zu einem Renaissanceschloss ausgebaut, die Kapelle wurde um 1630 barockisiert. Die Burg verfällt seit einem Brand 1636. | BDA-Hist.: Q1013555 Status: Bescheid Stand der BDA-Liste: 2025-06-30 Name: Burgruine Rabenstein GstNr.: 138 Castle Rabenstein, Sankt Paul im Lavanttal                                                                          |
| ja   | Datei hochladen | Zockelhof/Zogglhof und Stallscheune HERIS-ID: 53890 Objekt-ID: 61970                                  | Hundsdorf 1 Standort KG: Kollnitz                              | Der im 18. Jahrhundert umgestaltete Bau aus der Renaissancezeit besitzt eine große Stallscheune mit dreischiffigem, über Säulen gewölbten Stall. 1996 wurde das Gebäude für Ausstellungen und messeartige Veranstaltungen adaptiert. | BDA-Hist.: Q38058892 Status: § 2a Stand der BDA-Liste: 2025-06-30 Name: Zockelhof/Zogglhof und Stallscheune GstNr.: .54, 531 Zogglhof (St. Paul im Lavanttal)                                                                   |
| ja   | Datei hochladen | Ehem. Meierhof und Wirtschaftsgebäude HERIS-ID: 65195 Objekt-ID: 78013                                | Kampach 3 Standort KG: Kollnitz                                | Der Meierhof, um den imposante Ziegelgitterstadln errichtet wurden, gehörte zum 1761 abgebrannten Schloss Kollnitz, dessen Ruinen im 20. Jahrhundert restlos abgetragen wurden. | BDA-Hist.: Q38109549 Status: § 2a Stand der BDA-Liste: 2025-06-30 Name: Ehem. Meierhof und Wirtschaftsgebäude GstNr.: 465, 472 Meierhof of Schloss Kollnitz                                                                     |
| ja   | Datei hochladen | Wohnhaus, ehem. Bruderschaftshaus HERIS-ID: 65198 Objekt-ID: 78016                                    | bei der Josefsbergkirche Loschental 14 Standort KG: Löschental | Das Bruderschaftshaus ist ein zweigeschoßiger barocker Bau mit Walmdach, dessen Obergeschoß im 19. Jahrhundert verändert wurde. 1994 erfolgte eine Außenrestauration und eine Neueindeckung. | BDA-Hist.: Q38109568 Status: § 2a Stand der BDA-Liste: 2025-06-30 Name: Wohnhaus, ehem. Bruderschaftshaus GstNr.: 35 Ehem. Bruderschaftshaus (St. Paul im Lavanttal)                                                            |
| ja   | Datei hochladen | Kath. Filialkirche hl. Josef am Josefsberg HERIS-ID: 54251 Objekt-ID: 62434                           | Loschental 14 Standort KG: Löschental                          | Die einschichtig gelegene Kirche mit rundem Chor und südseitig angestelltem Turm wurde 1716/18 an der Stelle einer geschleiften Burg errichtet und 1784/85 nach einem Brand wiederhergestellt. Die Malereien in der Kirche stammen von Franz Xaver Heigel vom Ende des 18. Jahrhunderts. Am Hochaltar sind vier bemerkenswerte frühbarocke lebensgroße Heiligenfiguren.                                                                                               | BDA-Hist.: Q1706245 Status: § 2a Stand der BDA-Liste: 2025-06-30 Name: Kath. Filialkirche hl. Josef am Josefsberg GstNr.: .5 Josefsbergkirche (St. Paul im Lavanttal)                                                           |
| ja   | Datei hochladen | Kreuzwegstationen und Kalvarienbergkapelle HERIS-ID: 65201 Objekt-ID: 78020                           | bei Loschental 14 Standort KG: Löschental                      | Die Kreuzwegstationen befinden sich entlang des Weges zur Kirche und enden bei einer großen Nischenkapelle mit geschnitzter Kreuzigungsgruppe aus dem 18. Jahrhundert. | BDA-Hist.: Q38109599 Status: § 2a Stand der BDA-Liste: 2025-06-30 Name: Kreuzwegstationen und Kalvarienbergkapelle GstNr.: 40, 33/5 Kalvarienbergkapelle am Josefsberg (St. Paul im Lavanttal)                                  |
| ja   | Datei hochladen | Gefallenendenkmal HERIS-ID: 65237 Objekt-ID: 78057                                                    | Gymnasiumweg Standort KG: St. Paul                             | | BDA-Hist.: Q38109702 Status: § 2a Stand der BDA-Liste: 2025-06-30 Name: Gefallenendenkmal GstNr.: 18/20 Gefallenendenkmal (St. Paul im Lavanttal)                                                                               |
| ja   | Datei hochladen | Öffentliches Stiftsgymnasium der Benediktiner in St. Paul HERIS-ID: 54778 Objekt-ID: 63175            | Gymnasiumweg 5 Standort KG: St. Paul                           | Das dreigeschoßige Gymnasium wurde 1899 in schlichten Neorenaissanceformen errichtet. | BDA-Hist.: Q1346572 Status: § 2a Stand der BDA-Liste: 2025-06-30 Name: Öffentliches Stiftsgymnasium der Benediktiner in St. Paul GstNr.: .122 Stiftsgymnasium St. Paul                                                          |
| ja   | Datei hochladen | Kath. Filialkirche hl. Erhard und ehem. Friedhof mit Grabmal Rottler HERIS-ID: 54790 Objekt-ID: 63189 | Hauptstraße Standort KG: St. Paul                              | Die um 1400 errichtete gotische Kirche wurde im ersten Drittel des 17. Jahrhunderts frühbarock umgebaut. Die Kirche hat einen vorgestellten Westturm, Strebepfeiler am Chor, ein vermauertes gotisches Portal im Süden und ein neugotisches Portal im Norden. In Chor und Langhaus wurden gotische Wandmalereien freigelegt. Der Hauptaltar ist neugotisch, Seiten- und Kapellenaltäre sind barock.                                                                   | BDA-Hist.: Q1413064 Status: § 2a Stand der BDA-Liste: 2025-06-30 Name: Kath. Filialkirche hl. Erhard und ehem. Friedhof mit Grabmal Rottler GstNr.: 151/7 Filialkirche Hl Erhardt in St Paul im Lavanttal                       |
| ja   | Datei hochladen | Friedhof christlich HERIS-ID: 65241 Objekt-ID: 78061                                                  | Hauptstraße Standort KG: St. Paul                              | | BDA-Hist.: Q38109734 Status: § 2a Stand der BDA-Liste: 2025-06-30 Name: Friedhof christlich GstNr.: 155/1 Friedhof (St. Paul im Lavanttal)                                                                                      |
| ja   | Datei hochladen | Anlage Benediktinerstift St. Paul im Lavanttal HERIS-ID: 79625 Objekt-ID: 93318                       | Hauptstraße 1 u. a. Standort KG: St. Paul                      | Das Stift umfasst die dreischiffige romanische Pfeilerbasilika mit Doppelturmfassade, das weitläufige drei- bis viergeschoßige eigentliche Stiftsgebäude aus dem 17. Jahrhundert, den Hofrichterbau, den großen Meierhof aus dem 19. Jahrhundert, und den Stiftsgarten. | BDA-Hist.: Q871657 Status: § 2a Stand der BDA-Liste: 2025-06-30 Name: Anlage Benediktinerstift St. Paul im Lavanttal GstNr.: 145/1, 159/1, 162, 165/3, 165/4, .25, 145/2 Stift St. Paul im Lavanttal                            |
| ja   | Datei hochladen | Befreiungsdenkmal HERIS-ID: 65238 Objekt-ID: 78058                                                    | Hauptstraße 9 Standort KG: St. Paul                            | Das Kriegerdenkmal an der Straße unter dem Stift mit einem Relief, eine Mutter mit Sohn darstellend, schuf Switbert Lobisser 1932. | BDA-Hist.: Q38109713 Status: § 2a Stand der BDA-Liste: 2025-06-30 Name: Befreiungsdenkmal GstNr.: 145/1 Befreiungsdenkmal (St. Paul im Lavanttal)                                                                               |
| ja   | Datei hochladen | Straßenbrücke, Marktbrücke/Widlbrücke HERIS-ID: 65233 Objekt-ID: 78053                                | Lobisserplatz Standort KG: St. Paul                            | | BDA-Hist.: Q38109689 Status: § 2a Stand der BDA-Liste: 2025-06-30 Name: Straßenbrücke, Marktbrücke/Widlbrücke GstNr.: 584/33, 549/13, 571/1 Marktbrücke/Widlbrücke, Sankt Paul im Lavanttal                                     |
| ja   | Datei hochladen | Schule, Konvikt HERIS-ID: 65231 Objekt-ID: 78051                                                      | Lobisserplatz 7 Standort KG: St. Paul                          | Der Mittelteil des Konvikts in neugotischen Formen wurde 1889 erbaut, die Flügelbauten 1907 hinzugefügt. Ein weiterer Ausbau erfolgte 1975. | BDA-Hist.: Q38109678 Status: § 2a Stand der BDA-Liste: 2025-06-30 Name: Schule, Konvikt GstNr.: 239 Konvikt Sankt Paul im Lavanttal                                                                                             |
| ja   | Datei hochladen | Wohnhaus, Bräuerhaus/Widlhaus HERIS-ID: 65240 Objekt-ID: 78060                                        | Platz St. Blasien 3 Standort KG: St. Paul                      | | BDA-Hist.: Q38109725 Status: § 2a Stand der BDA-Liste: 2025-06-30 Name: Wohnhaus, Bräuerhaus/Widlhaus GstNr.: 181 Widlhaus (St. Paul im Lavanttal)                                                                              |
| ja   | Datei hochladen | Kath. Filialkirche hl. Margaretha HERIS-ID: 54732 Objekt-ID: 63117                                    | bei St. Margarethen 10 Standort KG: Weinberg                   | Die spätgotische Kirche hat Strebepfeiler, einen Westturm mit Spitzhelm, ein gotisch profiliertes Westportal und ein gotisches Südportal mit barocker Ummalung. Im gotischen Netzrippengewölbe des Langhauses sind barocke Malereien von Johann Sattler, 1753. Zur Einrichtung gehören eine reich barock geschmückte Kanzel, der Hochaltar aus dem 18. Jahrhundert, Seitenaltäre aus dem 17. Jahrhundert, und eine bemerkenswerte Konsolfigur hl. Margareta von 1410. | BDA-Hist.: Q1413159 Status: § 2a Stand der BDA-Liste: 2025-06-30 Name: Kath. Filialkirche hl. Margaretha GstNr.: .19 Filialkirche St. Margarethen (St. Paul im Lavanttal)                                                       |
| ja   | Datei hochladen | Kath. Filialkirche hll. Benedikt und Scholastika HERIS-ID: 55137 Objekt-ID: 63682                     | bei Weinberg 3 Standort KG: Weinberg                           | Die barocke Kirche mit vorgestelltem Westturm wurde 1669 erbaut. Im Kreuzgratgewölbe sind Rokokomalereien. Der Hochaltar aus dem 17. Jahrhundert wurde nachträglich mit Rokokozierat versehen. | BDA-Hist.: Q38063863 Status: § 2a Stand der BDA-Liste: 2025-06-30 Name: Kath. Filialkirche hll. Benedikt und Scholastika GstNr.: .3 Filialkirche Weinberg                                                                       |